# Charles Colonna d'Anfriani
 (juin 2015).
Si vous disposez d'ouvrages ou d'articles de référence ou si vous connaissez des sites web de qualité traitant du thème abordé ici, merci de compléter l'article en donnant les références utiles à sa vérifiabilité et en les liant à la section « Notes et références ».
Charles Colonna d'Anfriani, né le 13 septembre 1909 à Calvi et mort le 26 mars 1980 à Cannes, est un homme politique français.

## Biographie

### Jeunesse et études
Charles Colonna d'Anfriani est né le 13 septembre 1909 en Corse. Il est le fils du magistrat Jean-Baptiste Colonna d’Anfriani et de Clémentine Orsini. 
Il est reçu au baccalauréat, et obtient une licence de droit. 
Le 2 juin 1948, il épouse Yvonne Angot. Il n’a pas d’enfant de cette union, mais élève sa nièce, Yvonne Heuillon, né le 27 février 1957.

### Parcours professionnel
il s’inscrit en 1932 au barreau de Marseille où il exerce la profession d’avocat après s'être inscrit au barreau de Marseille en 1932.

### Parcours politique
Mobilisé en 1939, fait prisonnier, il est libéré pour raison de santé en janvier 1943. Rapidement, il s'engage dans la Résistance et entre dans les forces françaises de l'intérieur. Son action pendant la seconde guerre mondiale lui vaut la légion d'honneur à titre militaire, la croix de guerre et la médaille d'argent de la reconnaissance française.
Élu maire de la petite commune corse de Montemaggione en 1945, il poursuit sa carrière politique à Marseille, entrant au conseil municipal de cette ville en 1947.
Deux ans plus tard, il est élu conseiller général des Bouches-du-Rhône, dans le 6ème canton de Marseille, ce qui le conduit à démissionner de son mandat municipal.
En 1951, il est candidat aux législatives sous l'étiquette du Rassemblement du Peuple Français, mais n'est pas élu.
Devenu maire-adjoint de Marseille en 1953, et réélu au conseil général en 1955, il se présente aux législatives de 1958 sous les couleurs du Centre national des indépendants. Il est élu de justesse au second tour, face au socialiste Antoine Andrieux.
Membre du groupe des indépendants et paysans d'action sociale, il n'est pas un député très actif : il n'intervient jamais en tribune, et ne dépose aucun texte. En juillet 1959, il est élu au Sénat de la Communauté. Il quitte cette même année le conseil municipal de Marseille.
A une seule exception près, la révision constitutionnelle de mai 1960, Charles Colonna fait partie des conservateurs qui soutiennent la politique gouvernementale jusqu'en 1962. En 1961, il est réélu au conseil général.
Mais, après s'être abstenu sur l'investiture du gouvernement de Georges Pompidou en avril, il vote la motion de censure en octobre, dont l'adoption provoque des élections législatives anticipées.
Candidat à sa réélection, il est très sèchement battu au second tour, arrivant troisième tandis que maire de Marseille, Gaston Defferre retrouve l'assemblée nationale.
Il abandonne la vie politique à l'issue des élections cantonales de 1967, et se consacre à son métier d'avocat jusqu'à sa retraite, en 1974.

## Mandats électifs
- Député de la 3e circonscription des Bouches-du-Rhône (1958-1962)
- Maire de Montemaggiore (1945-1947)
- Conseiller municipal (1947-1949) puis adjoint au maire (1953-1959) de Marseille
- Conseiller général du canton de Marseille-Les Cinq-Avenues (1949-1967)